# Франгокастелло
Франгокастелло (грец. Φραγκοκάστελλο) — венеційська фортеця і назва колишнього села (нині зруйнованого) на острові Крит, Греція на узбережжі Лівійського моря. Квадратна у плані фортеція з чотирма вежами по кутах, найкраще збережена на Криті. Територіально знаходиться в димі Сфакіон, за 12 км на схід від Хора-Сфакіона.

## Опис замку
Франгокастелло має просту прямокутну форму з чотирма баштами на кожному розі. Над головними воротами вигравіруваний лев Святого Марка, а також збереглися рештки венеційського герба родин Куїріні та Дольфін (Quirini і Dolfin).

## Історія

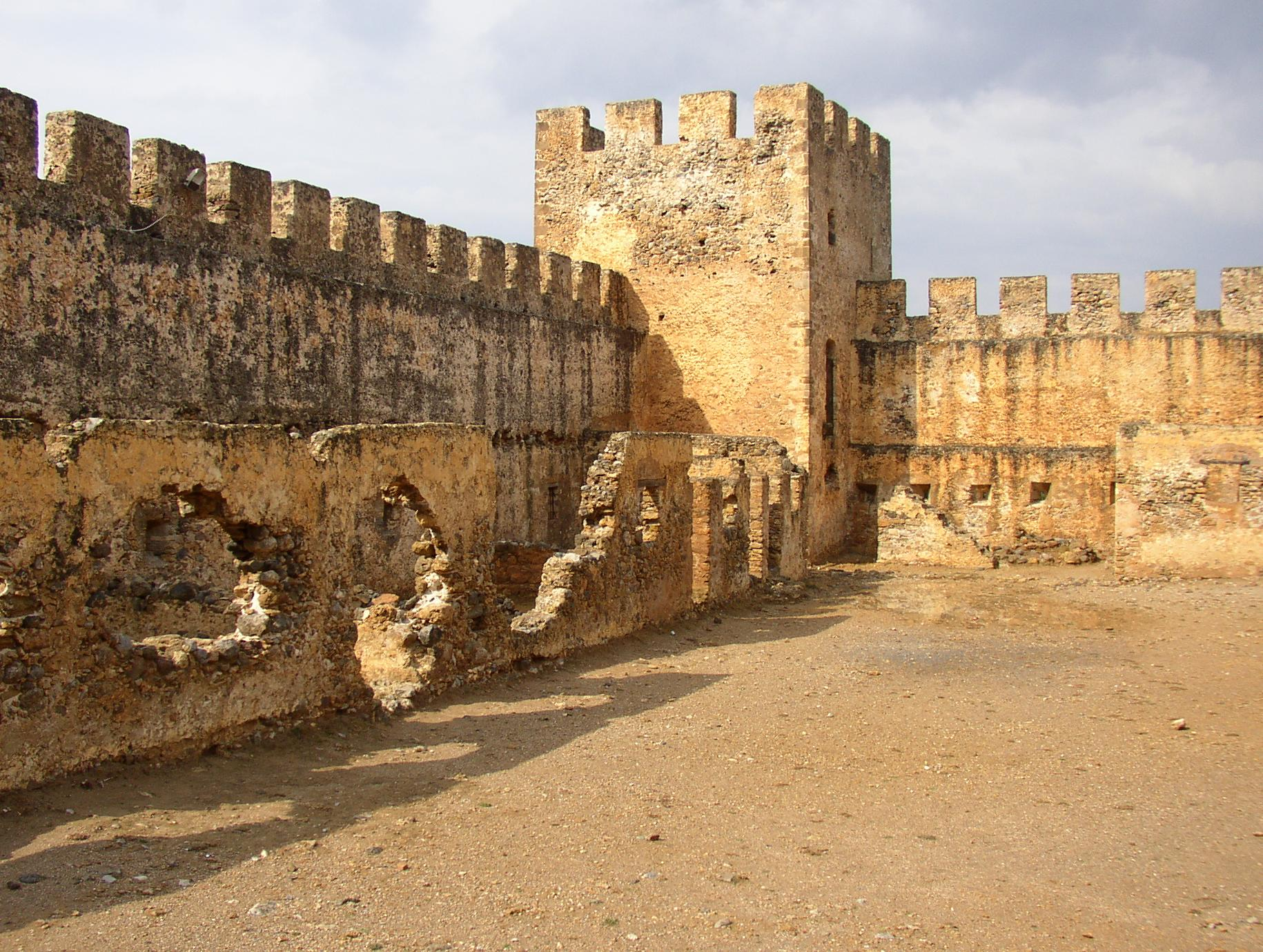
Фортечні стіни і вежа Франгокастелло.

Замок був побудований венеційцями в 1371–1374 роках для захисту від піратів, для наведення порядку в районі Сфакія та був як база венеційців для подальшого захоплення острова. Венеційці назвали фортецю — Замок Святого Микити, за назвою церкви, що знаходилася неподалік (руїни цієї церкви можна побачити неподалік від замку). Але місцеві жителі, називали замок — Франгокастелло, що буквально означає — замок франків (чужоземців). У результаті, назва Франгокастелло так і закріпилася за фортецею.
За даними істориків, будівництво спочатку рухалося повільно, тому що місцеві жителі, очолювані шістьма братами, на прізвище Патсос з ближнього села Патсіанос, руйнували щоночі те, що венеційці зводили за день. Так тривало до тих пір, поки братів Патсос не схопили й не повісили.
Під час правління венеційців, фортеця майже не використовувалася і тільки за часів турецького панування були побудовані зубчасті стіни з бійницями, для ведення бойових дій, частих в цьому регіоні. Так, наприклад, в 1770 році в замку здалися туркам відомий критський бунтівник Даскалоянніс і 70 його соратників. Даскалоянніса катували в Франгокастелло, а потім стратили в Іракліоні.
17 травня 1827 р. близько ста вершників і 600 воїнів, очолюваних Хадзіміхалісом Даліянісом, зробили спробу розгорнути війну за незалежність Криту і захопили замок. Турки (8000 солдатів під проводом командувача Криту Мусатафа-паші) осадили Франгокастелло і звірячому розправилися з повстанцями: земля була залита кров'ю героїчно загиблих 335 захисників Криту разом з їхнім ватажком, проте, ворожа сторона теж зазнала значних втрат.

## Дросулітес

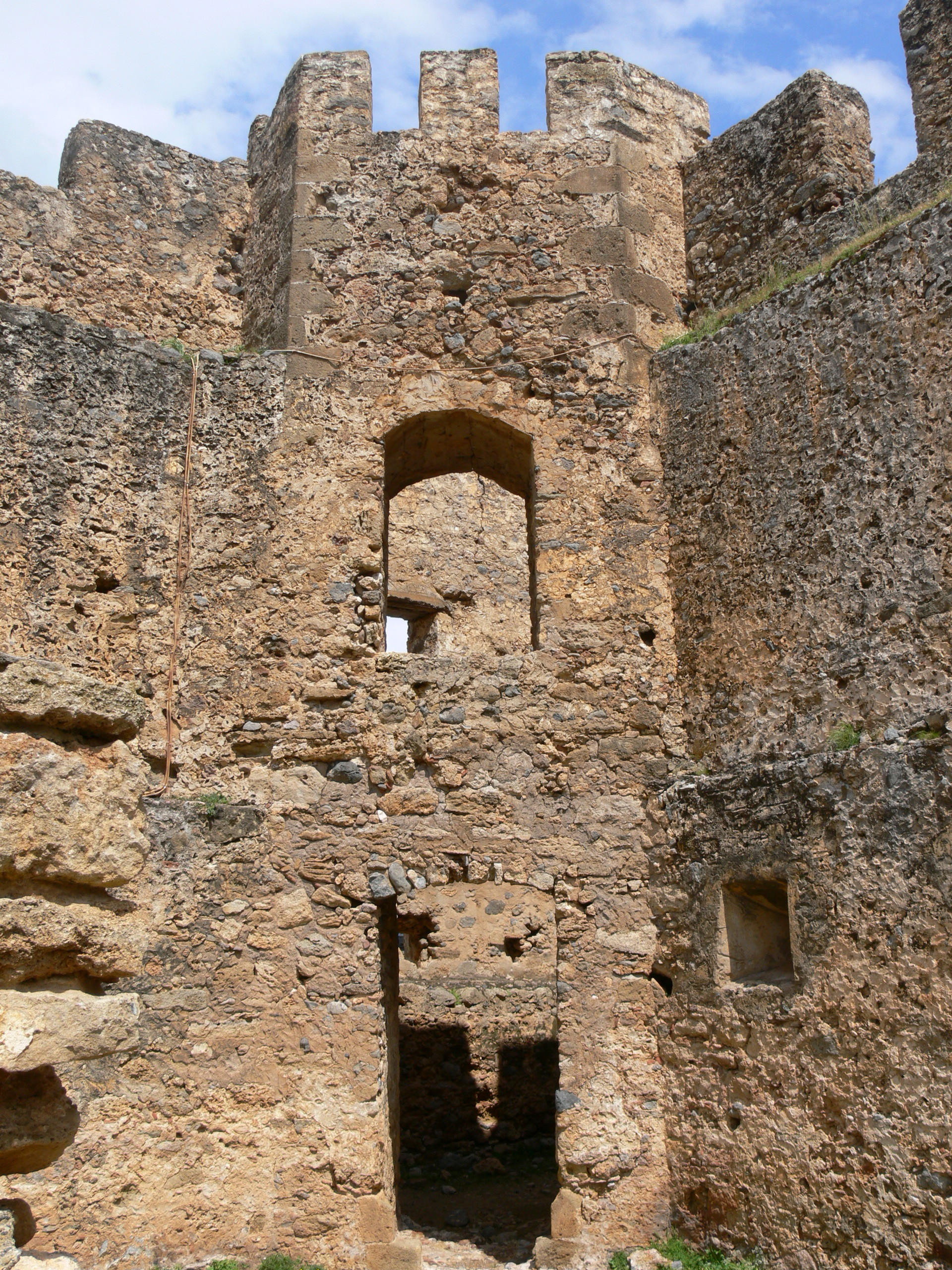
Одна з веж Франгокастелло

Поруч з Франгокастелло спостерігається досі незрозуміле явище, якому навіть придумали спеціальний термін — дросулітес (грец. Δροσουλίτες, тому що воно виникає рано вранці, коли з'являється роса (грец. Δροσιά). Щороку в кінці травня тіні людей, одягнених у чорне, пішки або на конях, зі зброєю, рухаються від церкви Святого Харлампія до фортеці Франгокастелло. Явище спостерігається, рано вранці, при спокійному морі та високій атмосферній вологості. Триває воно зазвичай близько 10 хвилин. Тіні видно з долини на відстані приблизно 1000 м. Якщо до них наблизитися — вони зникають.
Вчені намагалися пояснити це явище, і деякий час було прийнято вважати, що чорні тіні це міраж особливого роду, який з'являється тільки навесні й тільки рано вранці: згідно з одним із пояснень цього явища, тіні з'являються в результаті заломлення сонячного світла через ранкову росу, але консенсусу все ж немає.
Випадки появи дросулітесів неодноразово задокументовані. У 1890 році турецька армія втікла побачивши ці тіні. Навіть під час Другої світової війни, німецький патруль, одного разу, відкрив вогонь по міражу.
Місцева легенда свідчить, що дросулітос — це душі повстанців під проводом Даліяніса, яких сплячими перерізали турки впущені в замок зрадником, на світанку 17 травня 1827 р.

## Ресурси Інтернету
- Франгокастелло (Frangokastello) (рос.)
- Δροσουλίτες (Drosoulites, «dew-men») of Frangokastello (Crete) [Архівовано 24 березня 2012 у Wayback Machine.] (англ.)
- Φραγκοκάστελο. Στην κατοχή, Γερμανοί πυροβολούσαν τις σκιές! [Франгокастелло. Під час окупації німці розстрілювали тіні!]. Mixanitou Xronou (гр.). Процитовано 23 січня 2024.